# Кардіфф (область)
Ка́рдіфф (англ. Cardiff) — область в складі Уельсу. Розташована на півдні країни. Адміністративний центр — Кардіфф.

## Найбільші міста
Міста з населенням понад 1,5 тисячі осіб:
| № | Місто      | Населення, осіб (2001) |
| - | ---------- | ---------------------- |
| 1 | Кардіфф    | 292 150                |
| 2 | Редір      | 4 658                  |
| 3 | Крейгау    | 2 534                  |
| 4 | Пентірч    | 2 411                  |
| 5 | Тонгвінлес | 1 946                  |